# Dobersberg
Dobersberg é um município da Áustria localizado no distrito de Waidhofen an der Thaya, no estado de Baixa Áustria.